# Brenthis dictynna
Brenthis dictynna är en fjärilsart som beskrevs av Denis och Ignaz Schiffermüller 1775. Brenthis dictynna ingår i släktet Brenthis och familjen praktfjärilar. Inga underarter finns listade i Catalogue of Life.